# Super Aguri SA07
O SA07 é o modelo da ex-equipe Super Aguri da temporada de 2007 da F1. Foi guiado por Takuma Sato e Anthony Davidson. A temporada foi melhor que a de 2006, marcando seus quatro primeiros pontos em campeonatos.
Mostrou uma melhora, sendo que em alguns GPs da temporada conseguiu passar para a fase final do treino qualificativo, e na maioria, andou à frente da equipe que seria sua matriz, a Honda.

## Resultados
(Legenda) (em negrito, representa pole position)
| Ano  | Equipe      | Motor           | Pneus | N° | Pilotos  | 1   | 2   | 3   | 4   | 5   | 6   | 7   | 8   | 9   | 10  | 11  | 12  | 13  | 14  | 15  | 16  | 17  | Pontos | Pos |
| ---- | ----------- | --------------- | ----- | -- | -------- | --- | --- | --- | --- | --- | --- | --- | --- | --- | --- | --- | --- | --- | --- | --- | --- | --- | ------ | --- |
| 2007 | Super Aguri | Honda RA807E V8 | B     |    |          | AUS | MAL | BHR | ESP | MON | CAN | USA | FRA | GBR | EUR | HUN | TUR | ITA | BEL | JPN | CHN | BRA | 4      | 9°  |
| 2007 | Super Aguri | Honda RA807E V8 | B     | 22 | Sato     | 12  | 13  | Ret | 8   | 17  | 6   | Ret | 16  | 14  | Ret | 15  | 18  | 16  | 15  | 15  | 14  | 12  | 4      | 9°  |
| 2007 | Super Aguri | Honda RA807E V8 | B     | 23 | Davidson | 16  | 16  | 16  | 11  | 18  | 11  | 11  | Ret | Ret | 12  | Ret | 14  | 14  | 16  | Ret | Ret | 14  | 4      | 9°  |